# Ulmeni, Buzău
Ulmeni (în trecut, Dara de Jos) este satul de reședință al comunei cu același nume din județul Buzău, Muntenia, România.
În 1902, populația era de 870 de locuitori, iar în 2002 de 1117.